# Рзи
Рзи (пол. Rzy) — село в Польщі, у гміні Сохоцин Плонського повіту Мазовецького воєводства.
Населення — 110 осіб (2011).
У 1975-1998 роках село належало до Цехановського воєводства.

## Демографія
Демографічна структура станом на 31 березня 2011 року:
|          | Загалом | Допрацездатний вік | Працездатний вік | Постпрацездатний вік |
| -------- | ------- | ------------------ | ---------------- | -------------------- |
| Чоловіки | 48      | 11                 | 31               | 6                    |
| Жінки    | 62      | 6                  | 43               | 13                   |
| Разом    | 110     | 17                 | 74               | 19                   |